# Gloomy Sunday
Gloomy Sunday (ungerska: Szomorú Vasárnap, 'dyster söndag') är en sång komponerad av den ungerska pianisten och kompositören Rezső Seress till en text av László Jávor. Seress spelade in sången när han satt vid pianot en dyster söndag, sedan hans fästmö hade lämnat honom. Han var även deprimerad över att inga musikförläggare var intresserade av hans musik. Därav den sorgsna tonen och texten i sången. Sången spelades in 1933.
Seress skickade en kopia av Gloomy Sunday till ett musikförlag. Denna gång hade han större hopp om att sången skulle bli accepterad än vad han hade haft med sin tidigare musik, men några dagar senare blev han återigen refuserad, med motiveringen: "Gloomy Sunday has a weird but highly depressing melody and rhythm, and we are sorry to say that we cannot use it." ("Gloomy Sunday har en udda men väldigt deprimerande melodi och rytm, och vi beklagar att vi inte kan använda den").
Han skickade sången till ett annat förlag och denna gång blev Gloomy Sunday accepterad. 

## Självmord förknippade med sången
Sången är uppmärksammad på grund av de självmord den sägs ha orsakat, och den kallades ofta "den ungerska självmordssången". Några av de vandringssägner som sången gett upphov till är följande:
I Berlin bad en ung man ett band att spela Gloomy Sunday. Efter att de spelat sången, gick han hem och sköt sig med en revolver. Vänner hade hört honom klaga över att han kände sig deprimerad på grund av en ny melodi som han inte kunde få ut ur sitt huvud.
En vecka senare i samma stad hittades en kvinnlig ung affärsanställd, hängande från ett rep i sin lägenhet. Polisen som undersökte självmordet hittade en kopia av Gloomy Sunday i kvinnans sovrum.
Två dagar efter den tragedin gasade en ung sekreterare i New York ihjäl sig. I hennes självmordsbrev önskade hon att Gloomy Sunday skulle spelas på hennes begravning. Några veckor senare tog en annan New York-bo livet av sig, 82 år gammal. Han hoppade från fönstret på sjunde våningen, där han bodde. Detta skedde efter att han spelat den "dödliga" sången på sitt piano. 
Tidningarna runt om i världen var snabba med att rapportera andra dödsfall som kopplades till Seress sång. En tidning skrev om en kvinna i norra London, som hade spelat Gloomy 78 gånger på full volym. Sången spelades om och om igen och till slut bröt sig grannarna in i hennes lägenhet. Där hittade de kvinnan död i sin stol efter att hon tagit en överdos av barbiturat. Månaderna gick och en strid ström av bisarra och oroande dödsfall som förknippades med Gloomy Sunday rapporterades. Sången förbjöds till slut att spelas på BBC. Reszo Seress, som hade gjort den kontroversiella sången, fick också uppleva den olyckliga effekten av Gloomy Sunday. Han skrev till sin före detta fästmö och bad om försoning. Men åtskilliga dagar senare fick han en chockerande nyhet från polisen. Hans före detta fästmö hade förgiftat sig. Bredvid henne låg en kopia av Gloomy Sunday. Rezsô Seress tog livet av sig 1968.
Billie Holidays tolkning av sången spelas i filmen The Kovak Box, som är delvis inspirerad av sången.

## Tolkningar

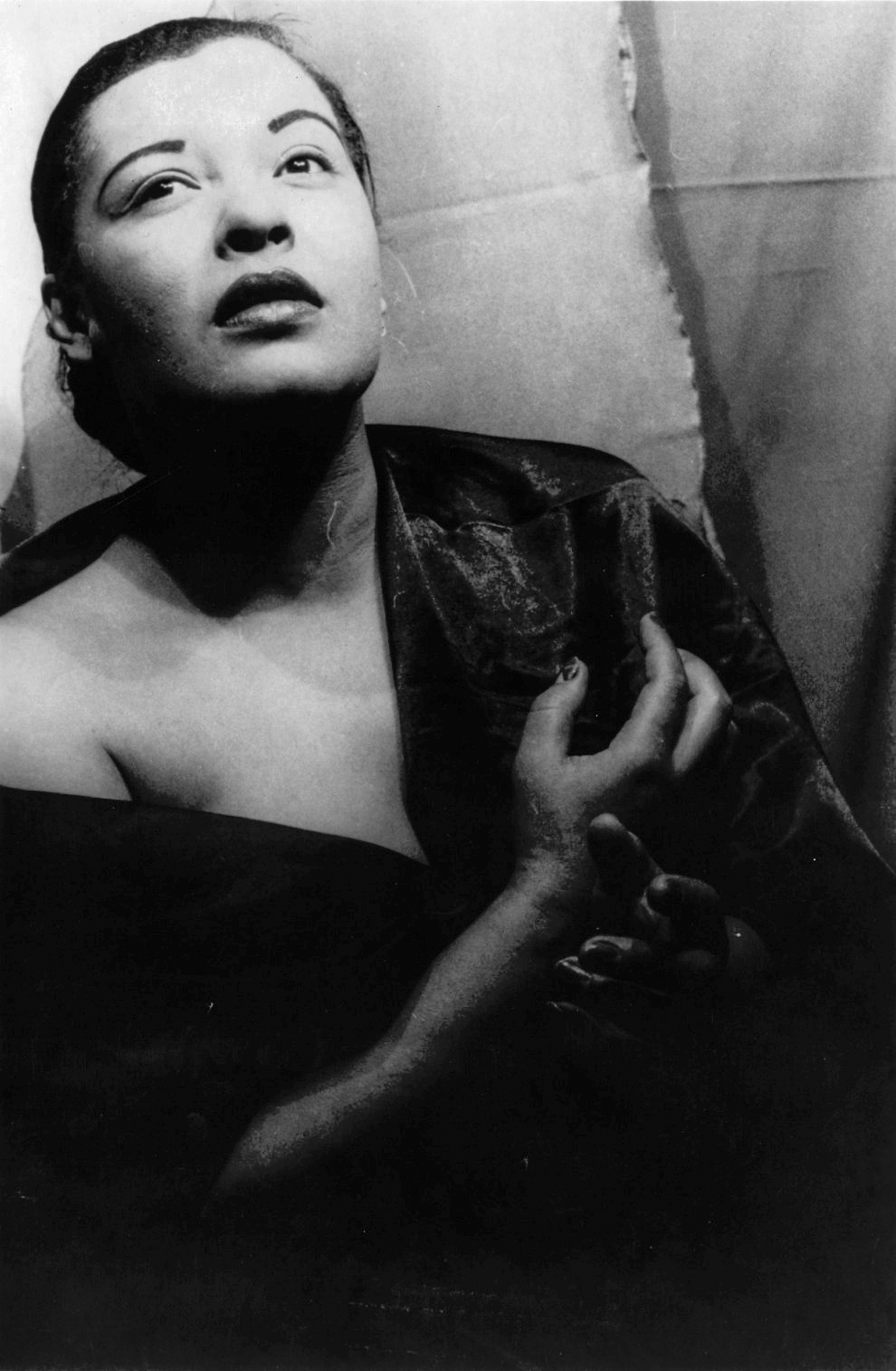
Billie Holiday (1915-1959) gjorde en populär version av sången 1941

- Textförfattarna Sam M. Lewis och Desmond Carter var de som först översatte sångtexten till engelska.
- Lewis version, först inspelad av Hal Kemp & His Orchestra med Bob Allen på sång (1936), blev den mest spelade tolkningen.

Lista över orkestrar/artister, som spelat in sången:
- Hal Kemp and his Orchestra (1936)
- Paul Whiteman (1936)
- Pauline Byrne + Artie Shaw (1940)
- Billie Holiday + Teddy Wilson (1941)
- Mel Tormé (1958)
- Sarah Vaughan (1961)
- Carmen McRae (1967)
- Genesis (1968)
- Ray Charles (1969)
- Lydia Lunch (1979)
- Elvis Costello & the Attractions (1981)
- Associates (1982)
- Peter Wolf (1984)
- Christian Death (1986)
- Serge Gainsbourg (1988) - på franska
- Sarah McLachlan (1991)
- Sinéad O'Connor (1992)
- Gitane Demone (1995)
- Marianne Faithfull (1998)
- Björk (1999)
- Heather Nova (1999)
- Kronos Quartet (2000)
- Sarah Brightman (2000)
- Venetian Snares (2005)
- Emilie Autumn (2006)
- Marc Almond
- Ricky Nelson
- Diamanda Galás
- Anna von Hausswolff

Dead Milkmen citerade sångtexten i sin låt från 1987, "(Theme From) Blood Orgy of the Atomic Fern".